# Stojan Ćelić
Stojan Ćelić (en serbe cyrillique : Стојан Ћелић ; né le 16 février 1925 à Bosanski Novi (Novi Grad) – mort le 30 avril 1992 à Belgrade) est un peintre, graveur et critique d'art yougoslave. Il était membre de l'Académie serbe des sciences et des arts.